# Micky Rospigliosi
Luis Miguel Rospigliosi Moyano (Lima, 5 de junio de 1965-Lima, 17 de julio de 2009) fue un periodista y comentarista deportivo de radio y televisión peruano.

## Biografía
Hijo del destacado periodista deportivo Alfonso «Pocho» Rospigliosi Rivarola y de Gladys Moyano. Se inició siendo muy joven en el mundo deportivo, junto con su padre, y cubrió el Mundial de fútbol de Argentina 78, cuando todavía estudiaba en el Colegio Santa María Marianistas.
Para seguir después en los legendarios programas Gigante deportivo, por Panamericana Televisión, y Ovación, de Radio El Sol.
En 1989, ingresó a Stereo 33 (posteriormente llamado Canal 13), donde condujo su programa deportivo Acción, fue reemplazado por Alberto Beingolea.
En diciembre de 1993, ingresó a Radio Televisión Peruana, donde condujo el programa Ovación, que duró hasta julio de 1995.
En noviembre de 1995, Rospigliosi regresó a Panamericana Televisión, donde condujo el programa deportivo Teledeportes, junto con Eddie Fleischman y luego Sammy Sadovnik, que duró hasta 1999. En junio del mismo año, se muda a Red Global, de Genaro Delgado Parker, donde condujo el programa llamado Hora fútbol.
En julio de 2000, ingresó a las filas del Canal A, donde condujo el programa deportivo Ovación, junto con Elejalder Godos, que duró hasta el año 2001.
En julio de 2002, Rospigliosi regresó a Red Global, donde condujo el programa Puro fútbol (posteriormente llamado Red deportiva), que duró hasta diciembre de 2005.
En 2006, Rospigliosi condujo su último programa deportivo, El jugador, para el canal Visión 20. 
Continuó el legado de su padre al fundar Radio Ovación, en 1995, que transmitía programación deportiva en la mayor parte del día, consiguiendo altos niveles de sintonía en el segmento deportivo en los noventa. Si bien era el comentarista principal, se recuerdan muchas de sus emotivas narraciones, especialmente clásicos del fútbol peruano y partidos por Copa Libertadores. El programa fue emitido también por Internet.
En 2006, perdió la propiedad de la radio, posiblemente por exceso de confianza en un accionista, Carlos Eduardo Flores Wiegering, con quien tuvo amistad desde sus épocas de colegial. Estos problemas con la emisora coincidieron con sus, públicamente expuestos problemas sentimentales debido a la traumática separación con la bailarina de programas cómicos Sara Manrique. Sin embargo, a pesar de sentirse traicionado por varios excompañeros de trabajo, como su exproductor Héctor Madrid y excomentaristas Elejalder Godos, Vicente Cisneros, Vides Mosquera y Rolly Cadillo, nunca se resignó al hecho y apeló judicialmente la propiedad de esta. Mientras tanto, condujo el programa Verdadera Ovación en Radio Miraflores.
Como comentarista principal del programa deportivo radial Ovación, en los noventa, fue muy crítico con la Federación Peruana de Fútbol (FPF), al punto de objetar inicialmente las acciones de las autoridades futbolísticas. Y luego ir directamente por la catadura moral, razón por la cual terminó siendo enemigo de dos de los últimos presidentes de la FPF: Nicolás Delfino y Manuel Burga. Lo cual terminó por granjearle muchas enemistades en varios círculos relacionados directa o indirectamente del fútbol, como por ejemplo con su antiguo amigo Eddie Fleischman. 
En sus programas radiales y televisivos, hicieron sus pininos personales Fleischman, Gonzalo Núñez y Mauricio Cortés.

### Lucha contra el cáncer y muerte
En junio de 2008, empieza a concursar en el programa de telerrealidad Bailando por un sueño, en donde sorprende por mostrar varios kilos menos. Se atribuyó de una «dieta Micky» ante una posible revelación de cáncer. En septiembre de 2008, le fue detectado un tumor de veintitrés centímetros en el colón. Por consiguiente, fue diagnosticado de cáncer de colon.
El 8 de julio de 2009, fue reinternado en el INEN tras sufrir una recaída en su enfermedad. Y falleció en la mañana del 17 de julio.
La información sobre su fallecimiento fue dada a conocer por el director del hospital, Carlos Vallejos. Minutos después, un hermano del periodista, José Luis Rospigliosi, detalló que Micky falleció alrededor de las 10:00 a. m. Sus restos fueron velados en la Iglesia Virgen de la Paz de Miraflores, posteriormente fue cremado en el Cementerio de Huachipa, y por petición propia sus cenizas fueron esparcidas en el balneario de Santa María del Mar, en la playa Embajadores, donde pasó parte de su vida.

## Rasgos característicos
Rospigliosi describía su trabajo de la siguiente manera:[cita requerida]

A mí me dicen que por qué critico tanto, que mi papá no se peleaba con nadie. A eso yo respondo: Pocho tenía que cubrir los partidos de Toto Terry, los triunfos en el Sudamericano, la Copa América que ganó Perú, la clasificación a los mundiales, los bailes de Sotil a tal zaguero, los grandes pases de Chumpitaz, Chale, Gallardo, lo de Pepe del Castillo, entrevistar a Didí, transmitir los mundiales a los que iba Perú, la Copa Libertadores en la que la U fue subcampeón. Hoy de qué me toca hablar a mí: de Delfino, las derrotas, la eliminación, las goleadas. Entonces qué le puedo decir a la gente, «nos golearon, pero qué buen partido». No. Uno se cansa de tanta mediocridad.
Entrevista a Micky Rospigliosi, 2003.

## Carrera

### Televisión
- Gigante deportivo (1980-1986), reportero, Panamericana Televisión
- Fútbol de primera (1987-1988), América Televisión
- Acción (1989-1990), Canal 13
- Ovación (1993-1995 y 2000-2002), TV Perú y Canal A
- Teledeportes (1995-1999), Panamericana Televisión
- 24 horas (bloque deportivo, 1997-1998), Panamericana Televisión
- Puro fútbol (2002), Red Global
- Red deportiva (2003-2006), Red Global
- El jugador (2006-2007), Visión 20
- Bailando por un sueño (2008), Panamericana Televisión

### Radio
- Ovación (1978-1994), Radio El Sol